# ساعة رملية

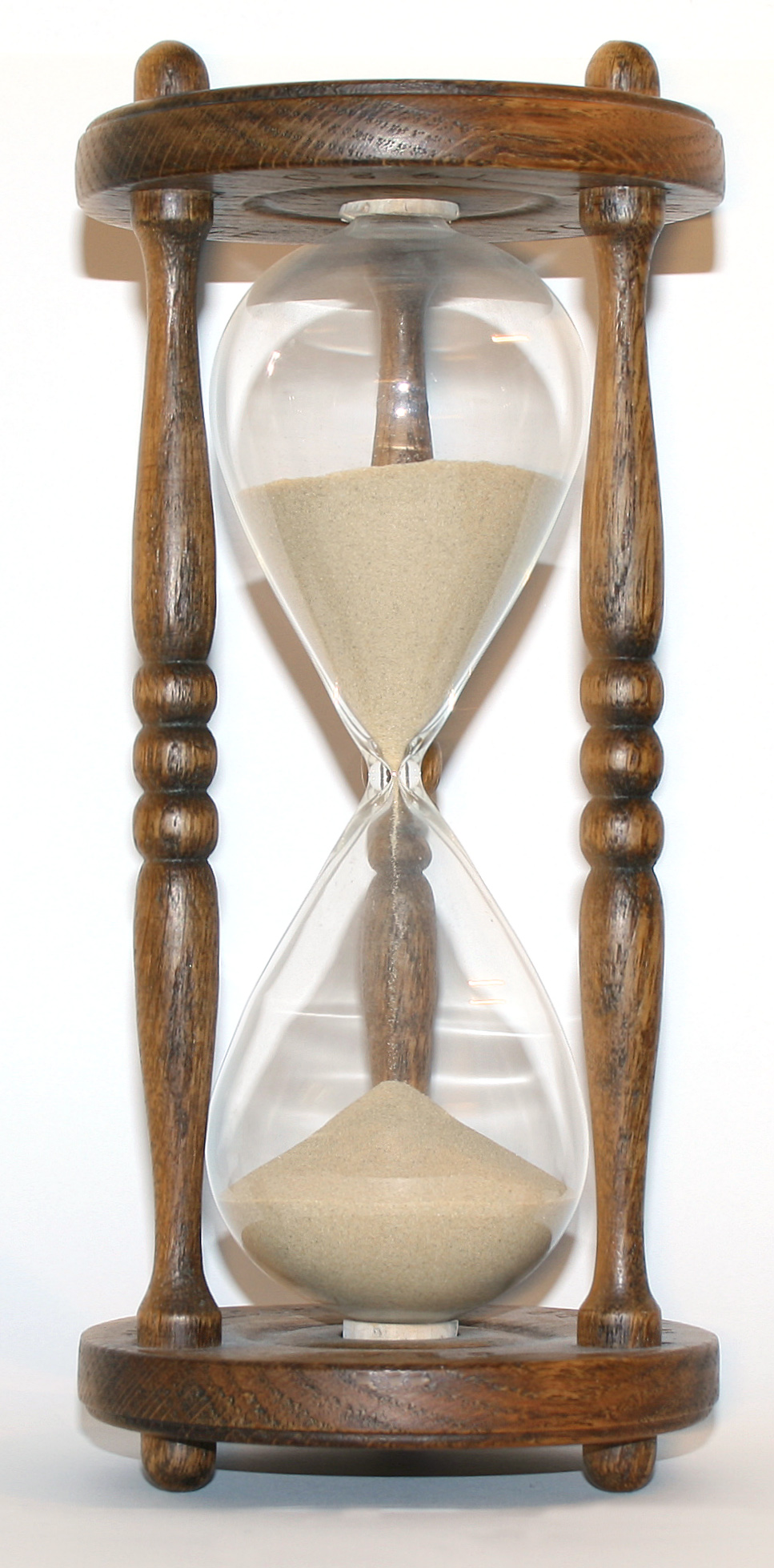
ساعة رملية

المِرْمَلة أو الساعة الرملية أو البَنْكَام هي أداة لقياس الوقت تتكون من كرتين (حُجرتين) من الزجاج فوق بعضهما متصلتين بفتحة ضيقة، وتكون الكرة العليا مليئة بالرمل الناعم الذي يتسرب إلى الكرة السفلى، ويمكن قلب الساعة عندما تمتلئ الكرة، ويعتبر الوقت الذي تحتاجه الكرة العلوية لتغدو فارغة مقياساً للوقت.
يأخذ الرمل ساعة كاملة بالضبط لكي ينساب من الكرة  العليا إلى الكرة السفلى. وتقيس ساعات رملية اصغر مثل ساعات نصف الساعة ,فترات زمنية أقصر.
وكانت بعض الساعات الرملية تستخدم لتحديد مقدار الزمن الذي كان على المتحدث أن يلقي حديثه فيه. وحتى بداية القرن العشرين, كان البحارة يستخدمون اداة مثل الساعة الرملية كانت تقيس مدة اقل من دقيقة. وبهذه الأداة كان يمكنهم قياس سرعة سفينتهم. وكانت الساعة الرملية تستخدم على نطاق واسع قبل اختراع الأنواع المختلفة من الساعات .ومع هذا فقد استبدلت بها الساعات الصغيرة والكبيرة. وقد ذكر كتاب كثيرون الساعة الرملية تعبيرا عن مرور الوقت.
الساعة الرملية (أو sandglass، وتوقيت الرمل، ومشاهدة الرمل، أو الساعة الرملية) هو جهاز ميكانيكي يستخدم لقياس مرور الوقت. وهي تتألف من اثنين من المصابيح الزجاجية متصل عموديا العنق الضيقة التي يسمح هزيلة المنظم للمادة (تاريخيا الرمال) من لمبة العليا إلى أقل واحد. وتشمل العوامل التي تؤثر على الفاصل الزمني قياس كمية الرمال، وخشونة الرمل، وحجم لمبة، وعرض العنق. ويمكن إعادة استخدام الساعات الرملية إلى أجل غير مسمى من قبل عكس المصابيح مرة واحدة لمبة العليا فارغة.
لا تعتبر الساعة الرملية أداة قياس موثوق منها، فتدفق الرمل من الحجرة العلوية للسفلية يرتبط بعدة عوامل منها:
- نعومة الرمل.
- شكل الحجرات.
- حجم الفتحة الواصلة بين الحجرتين ودرجة تأثرها بمرور الرمل.
- استقرار الساعة.
- الوقوف العمودي للساعة.

## المخترع
من قام باختراع الساعة عامة في حد ذاته غير معروف لأن الساعة تغير شكلها والعمل بها على مر العصور فـالبعض يقول أن أول من أخترع الساعة الرملية هم التدمريون والبعض الآخر يقول أنهم العرب والفراعنة و البعض يقول أن نبي الله نوح هو أول من وضع نظام الاثني عشر ساعة لتوقيت النهار و الليل .. ولكن يذكر أن أول من أخترع نظام الحساب بالدقائق هم البابليون و أول من أخترع بندول الساعة كريستيان هيوجنس و أول من أخترع رقاص الساعة أبن يونس المصري .. و الساعة عرفت منذ القدم عند العرب بالساعة الرملية ويمكن أن نقول أن مخترع ساعة الجيب هو هيل عام 1500م و مخترع الساعة الميقاتية هو بوندي عام 1885م و مخترع ساعة اليد هو لوي كارتييه عام 1904.

## تتكون من
من قام باختراع الساعة عامة في حد ذاته غير معروف لأن الساعة تغير شكلها والعمل بها على مر العصور فـالبعض يقول أن أول من أخترع الساعة الرملية هم التدمريون والبعض الآخر يقول أنهم العرب والفراعنة و البعض يقول أن نبي الله نوح هو أول من وضع نظام الأثني عشر ساعة لتوقيت النهار و الليل .. ولكن يذكر أن أول من أخترع نظام الحساب بالدقائق هم البابليون و أول من أخترع بندول الساعة كريستيان هيوجنس و أول من أخترع رقاص الساعة أبن يونس المصري .. و الساعة عرفت منذ القدم عند العرب بالساعة الرملية ويمكن أن نقول أن مخترع ساعة الجيب هو هيل عام 1500م و مخترع الساعة الميقاتية هو بوندي عام 1885م و مخترع ساعة اليد هو لوي كارتييه عام 1904.

## تقيس
تقيس ساعات رملية أصغر مثل ساعات نصف الساعة فترات زمنية أقصر و كان بعض الساعات الرملية يُستخدم في تحديد مقدار الزمن الذي كان على المتحدث أن يلقي حديثه فيه و حتى بداية القرن العشرين كان البحارة يستخدمون أداة مثل الساعة الرملية تُقيس مدة أقل من الدقيقة و يمكنهم بها قياس سرعة سُفنهم وعلى الرغم من شيوع الساعة الرملية فقد تخطاها الزمن بعد اختراع الأنواع المختلفة من الساعات.

## معرض صور

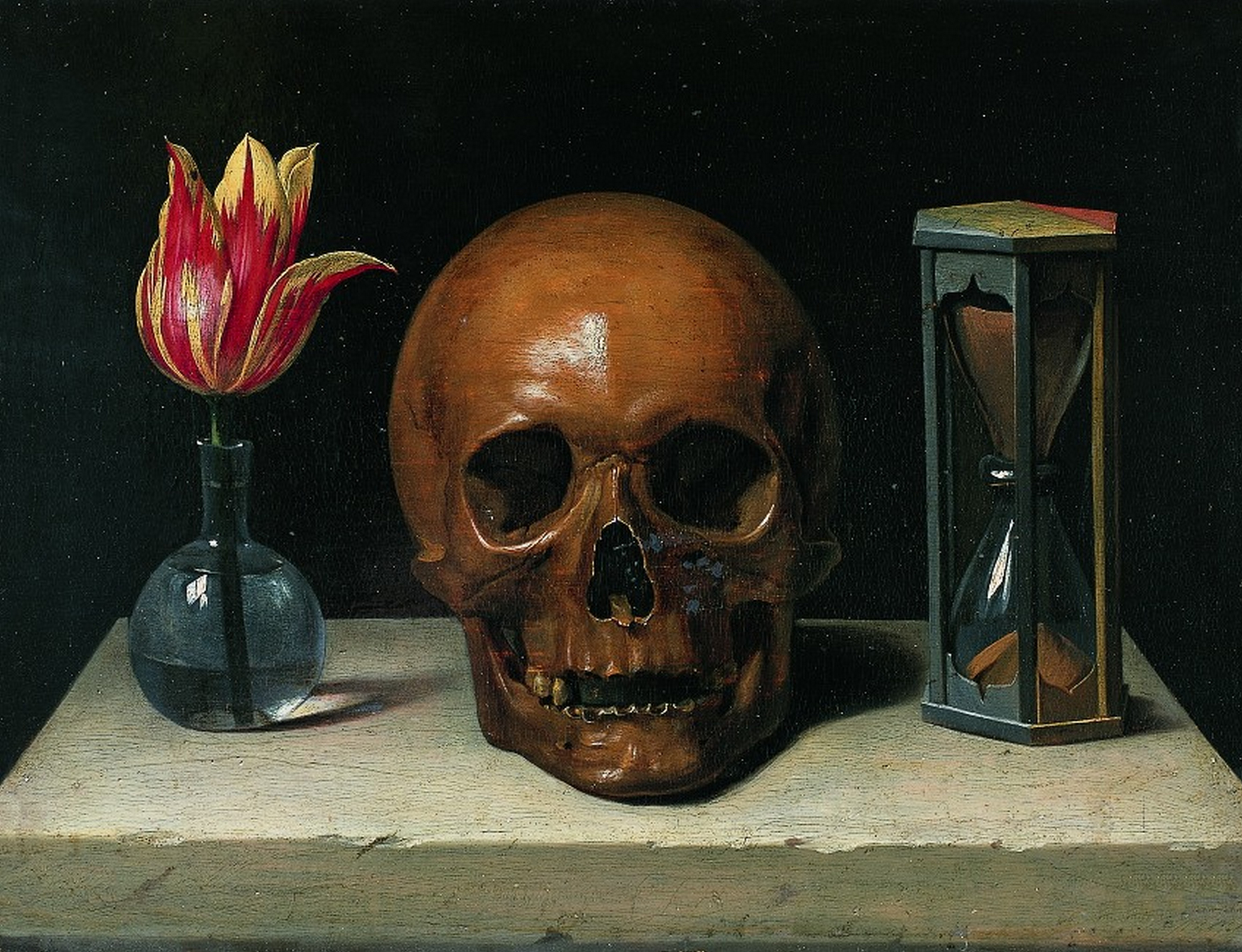
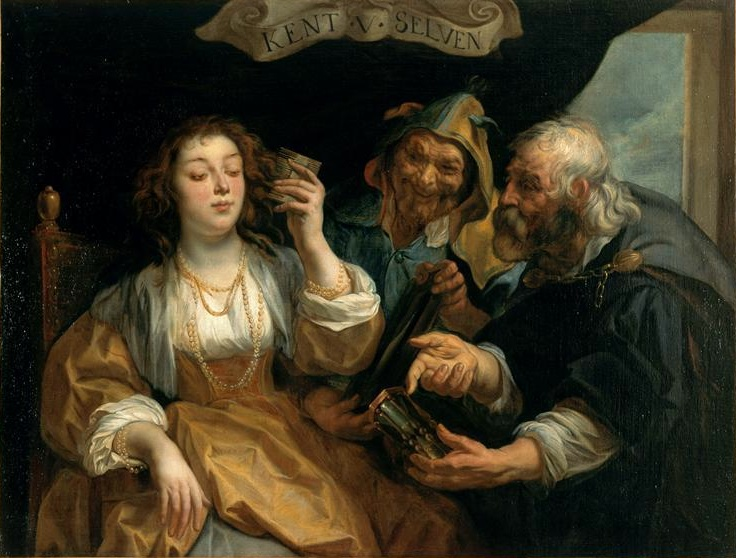
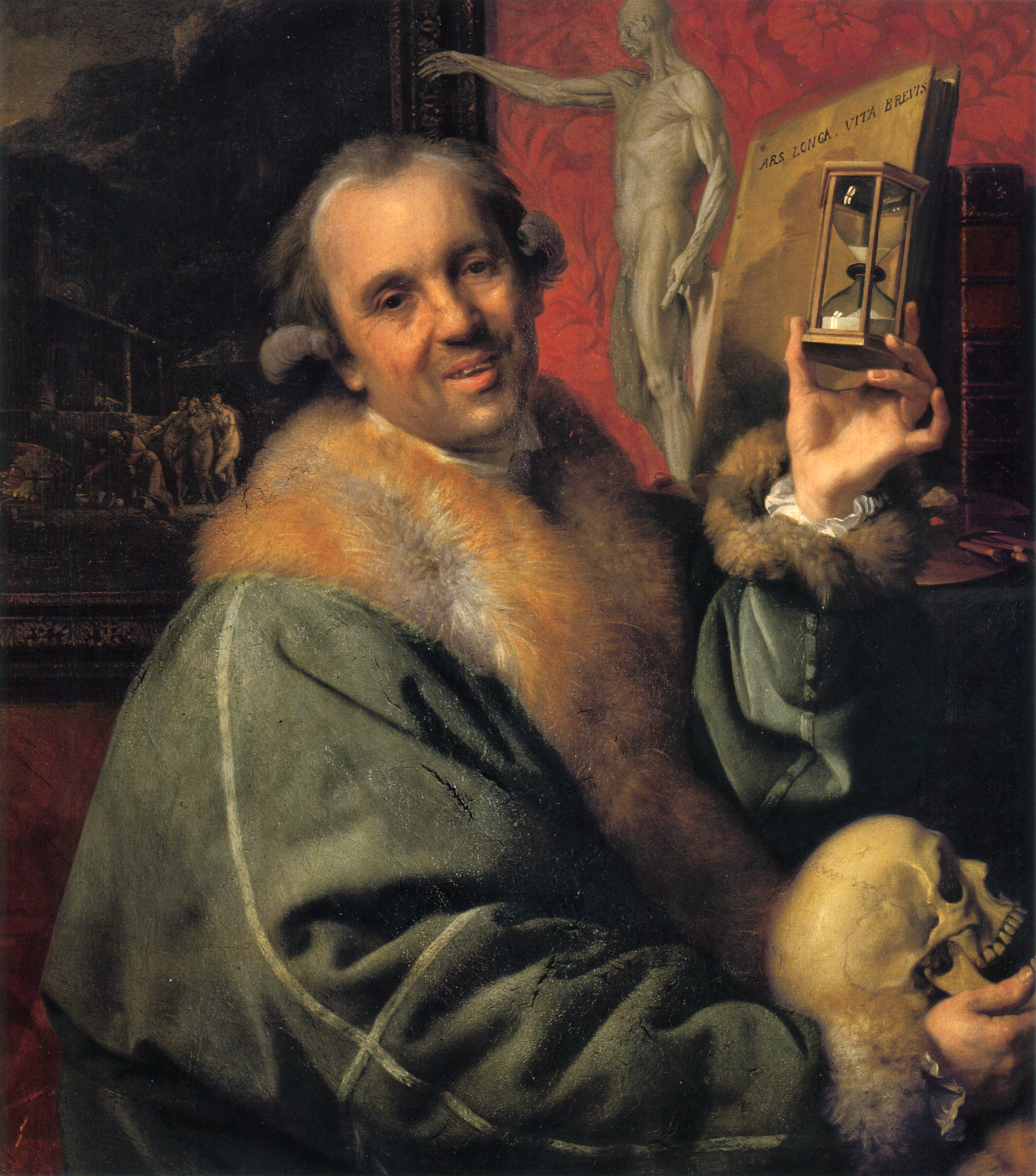
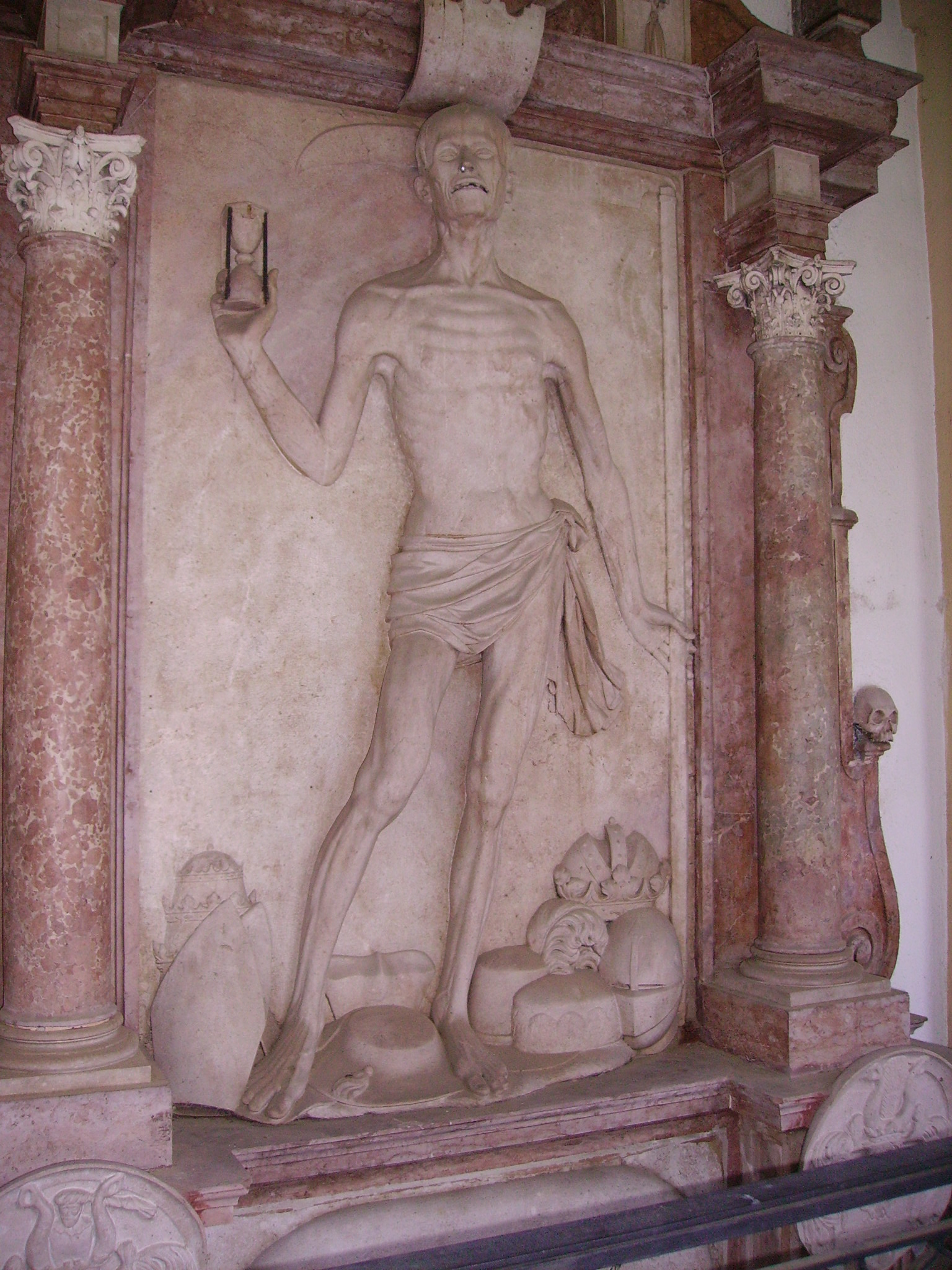
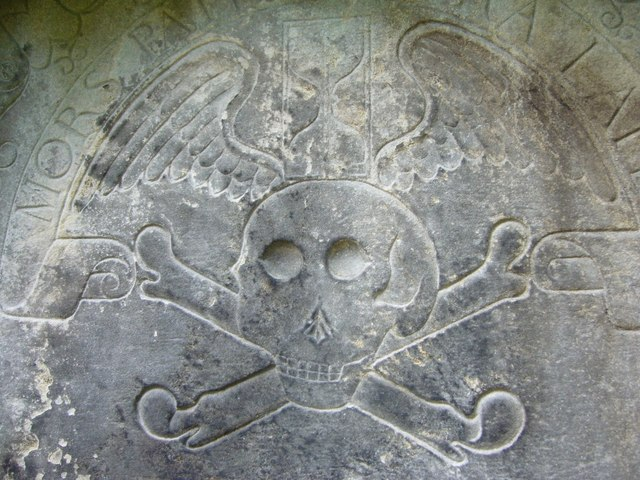